# Trent O’Dea
Trent O’Dea (* 11. Mai 1994 in Carlton, Victoria) ist ein australischer Volleyballspieler. Er wurde schwedischer und australischer Landes- sowie Vizeasienmeister.

## Karriere
Bis 2014 war der im Großraum Melbourne geborene Sportler in seinem Heimatverband aktiv. In diesem Jahr gehörte er auch zum ersten Mal zum Nationalmannschaftskader. In der Saison 2014/15 startete er jedoch nicht für einen australischen Erstligaclub, sondern wechselte gleich ins Ausland zu Linköping VC. Mit dem schwedischen Verein wurde er Landesmeister, Pokalsieger und NEFZA (North European Volleyball Zonal Association) Meister. In der nächsten Spielzeit stand der Mittelblocker für Team Lakkapää auf dem Spielfeld. Beim Asian Volleyball Cup schmetterte und blockte er für die australische Landesauswahl. Anschließend wechselte er in den größten nordischen Staat zurück. Als bester Mittelblocker der schwedischen Liga trug er entscheidend mit dazu bei, dass Örkelljunga Volley in der Abschlusstabelle den dritten Platz belegte. Sowohl beim Qualifikationsturnier für die Weltmeisterschaft 2018 in der Canberra, bei dem sich sein Team als Gruppenzweiter einen Startplatz für die WM sicherte, als auch bei der Asienmeisterschaft 2017 gehörte O’Dea zur Mannschaft. Im Vereinsvolleyball blieb der Australier im Norden Europas und startete diesmal für Raision Loimu. Obwohl der Sportclub in der finnischen Liga nur Siebter wurde und im Pokal im Viertelfinale ausschied, wurde Trent O’Dea zum besten Angreifer der Saison gewählt. In der Nations League 2018 und bei den Welttitelkämpfen im gleichen Jahr, bei denen Australien den geteilten dreizehnten Rang erkämpfte, konnte auf den erfahrenen Volleyballer nicht verzichtet werden. Danach spielte er zum ersten Mal für einen Sportverein, der nicht in Nordeuropa beheimatet war. Im tschechischen Pokal stand er mit VK ČEZ Karlovarsko in der Vorschlussrunde und in der Extraliga reichte es zum fünften Platz. In der Champions League blieb das Team jedoch sieglos.
In der Nations League wurden die Australier mit O’Dea wie im Vorjahr Dreizehnte von sechzehn Teilnehmern, bei der Olympiaqualifikation konnten sie zwar Kamerun bezwingen, Serbien und Italien erwiesen sich als zu stark. Die siegreichen Azzuri schlugen ihre anderen beiden Gegner jedoch klar in drei Durchgängen, gegen die Volleyroos mussten sie über die gesamte Distanz gehen und gewannen auch den entscheidenden fünften Satz nur äußerst knapp mit 15:13. Im September errangen die Aussies ihren größten Erfolg des Jahres. Bei der Asienmeisterschaft besiegten sie nacheinander Katar, Sri Lanka, Iran, Indien, China, Pakistan sowie Japan und konnten erst im Endspiel beim zweiten Aufeinandertreffen mit dem Iran gestoppt werden. Anschließend verpflichtete Raision Loimu Trent O’Dea ein zweites Mal. Die Spielzeit fiel jedoch wegen der Corona-Krise aus. Als Mitglied der Landesauswahl war der Mittelblocker auch in der Folgezeit aktiv. Sowohl beim Weltcup im November 2019 als auch bei der Asienqualifikation für die Olympischen Spiele zwei Monate später stand er im Kader der Volleyroos. Die Veranstaltung in Jiangmen endeten für die Australier in der Vorrunde trotz zweier Siege und nur einer Niederlage auf dem undankbaren dritten Platz, da die beiden besser platzierten Mannschaften mit ebenfalls zwei Spielgewinnen das bessere Satzverhältnis und den besseren Ballquotienten hatten. Die Nations League 2021 beendete das Team auf dem letzten Platz, während es bei der kontinentalen Meisterschaft deutlich besser lief. Siege gegen Usbekistan, Kuweit, China und Pakistan brachten den sechsten Rang von sechzehn teilnehmenden Nationen. Im Vereinsvolleyball suchte sich O’Dea neue Herausforderungen. So stand er der Saison 2021/22 in der zweiten italienischen Liga für die Delta Group Porto Viro am Netz und danach zum ersten Mal für einen Spitzenclub aus seiner Heimat. Mit Canberra Heat gewann er seinen zweiten Landesmeistertitel. Ein Jahr später wurde er mit Hyderabad Black Hawks Fünfter in der iranischen Prime Volleyball League. Danach nahm er mit dem Verein aus der Hauptstadt seines Heimatlandes an der asiatischen Clubmeisterschaft teil. Mit dem Nationalteam wurde er Fünfter beim AVC Challenge Cup. Seine vorerst letzte Station befindet sich in Japan. Für den VC Nagano steht er inzwischen in der zweiten Spielzeit auf dem Spielfeld und auch in der Nationalmannschaft ist er weiterhin am Ball.

## Auszeichnungen
- 2017: Bester Mittelblocker der schwedischen Liga
- 2018: Bester Angreifer der finnischen Liga[6]

## Persönliches
Der Athlet besuchte das St. Bernard’s College in Melbourne. Am 17. September 2023 heiratete er die Beachvolleyballspielerin Caitlin Bettenay. Zeitweise unterstützt er seine Ehefrau als Coach der Bala Academy, die sie gegründet hat und deren CEO sie ist.